# Фальконио, Диомеде
Диомеде Анджело Раффаэле Дженнарио Фальконио (итал. Diomede Angelo Raffaele Gennaro Falconio; 20 сентября 1842, Пескокостанцо, королевство Обеих Сицилий — 8 февраля 1917, Рим, Итальянское королевство) — итальянский куриальный кардинал и ватиканский дипломат, францисканец. Епископ Лачедонии с 11 июля 1892 по 29 ноября 1895. Архиепископ Ачеренцы-и-Матеры с 29 ноября 1895 по 3 августа 1899. Титулярный архиепископ Лариссы с 30 сентября 1899 по 27 ноября 1911. Апостольский делегат в Канаде с 3 августа 1899 по 30 сентября 1902. Апостольский делегат в США с 30 сентября 1902 по 30 ноября 1911. Префект Священной Конгрегации по делам монашествующих с 26 февраля 1916 по 8 февраля 1917. Кардинал-священник с 27 ноября 1911, с титулом церкви Санта-Мария-ин-Арачели с 30 ноября 1911 по 25 мая 1914. Кардинал-епископ Веллетри с 25 мая 1914.